# Leigh (Kent)
Leigh è un villaggio e parrocchia civile dell'Inghilterra, appartenente alla contea del Kent.